# Roses (Spanje)
Roses (Spaans: Rosas) is een gemeente in de Spaanse provincie Girona in de regio Catalonië met een oppervlakte van 46 km². Ze ligt op minder dan 30 kilometer van de grens met Frankrijk, 65 kilometer van Girona en 160 kilometer van Barcelona. Ondanks het toerisme is de visserij er altijd belangrijk gebleven. Roses heeft de belangrijkste vissersvloot van de Costa Brava.
Roses ligt aan de Baai van Roses en heeft een zandstrand van ongeveer 4 km lengte. Langs het grote zandstrand loopt een promenade. Buiten het toeristische seizoen heeft Roses 19.438 inwoners (1 januari 2016). In de zomermaanden loopt het inwoneraantal op tot 90.000.

## Geschiedenis
De oorsprong van Roses (Grieks: Rhode) is enigszins omstreden. Volgens een vaak gehoorde theorie zou de stad zijn gesticht in de 8e eeuw v.Chr. door kolonisten van het Griekse eiland Rhodos. Waarschijnlijker is echter dat de stad werd gesticht in de 5e eeuw v.Chr. door Grieken uit Massalia (Marseille). Mogelijkerwijs waren daar ook Grieken uit het nabijgelegen Empórion bij betrokken. Resten van de Griekse nederzetting zijn enkele decennia geleden blootgelegd. Uit de Romeinse tijd zijn resten gevonden die dateren van de 2e eeuw v.Chr. tot ruim in de christelijke periode. Uit deze laatste tijd dateren de overblijfselen van een vroegchristelijke kerk en begraafplaats. Tijdens de desintegratie van het West-Romeinse Rijk lijkt de stad verlaten te zijn. Wel is op de nabijgelegen heuvel Puig Rom een versterkte nederzetting uit de Visigotische periode gevonden die waarschijnlijk dateert uit de tweede helft van de 7e eeuw.
Het klooster van Santa Maria de Roses wordt voor het eerst vermeld in een document uit het jaar 944. Rond dit klooster ontstond de middeleeuwse stad Roses, die viel onder de gedeelde jurisdictie van de abten van Santa Maria de Roses en de graven van Empúries. In 1402 werd het graafschap Empúries geïncorporeerd in de Kroon van Aragón en kreeg Roses het recht zijn eigen stadsbestuur aan te stellen.
In de eerste decennia van de 16e eeuw werd Roses herhaaldelijk aangevallen door Noord-Afrikaanse kapers. Om deze dreiging te keren beval keizer Karel V in 1543 een uitgebreid vestingstelsel aan te leggen. Ondanks deze voorzorgsmaatregelen werd de stad enkele maanden later geplunderd door een eskader van de Turkse admiraal Barbarossa. Na ingrijpende wijzigingen in het ontwerp werden de vestingwerken voltooid in 1553 onder Filips II, de zoon van Karel V. De middeleeuwse stad was nu geheel ingesloten door een vijfhoekige verdedigingsmuur met bastions. Het verdedigingssysteem werd gecompleteerd door het fort Castell de la Trinitat, op ongeveer 2,5 km oostelijk van de stad. Binnen de stad werd een permanent garnizoen gelegerd, wat het karakter van de stad ingrijpend veranderde. Om wrijving tussen de burgerbevolking en de militairen tegen te gaan werden kazernes gebouwd, maar dit kon niet verhinderen dat een deel van de bevolking zich gaandeweg buiten de muren ging vestigen, op de plaats waar nu de moderne stad Roses gelegen is.
In de volgende eeuwen werden de nieuwe vestingwerken zwaar op de proef gesteld. In 1645, tijdens de Catalaanse Opstand, werd Roses belegerd en ingenomen door Franse troepen. Pas na de Vrede van de Pyreneeën (1659) kreeg Spanje de stad weer in handen.
In 1693, tijdens de Negenjarige Oorlog, belegerden de Fransen de stad opnieuw. Dit keer duurde de Franse bezetting tot 1697, in welk jaar de Vrede van Rijswijk werd gesloten.
In 1712, tijdens de Spaanse Successieoorlog, probeerden Oostenrijkse troepen de stad in te nemen, maar deze aanval werd afgeslagen. In 1719 werd een andere mislukte poging gedaan de stad in te nemen tijdens de Oorlog van de Quadruple Alliantie.
Na een lange periode van betrekkelijke rust luidde de Franse Revolutie een nieuwe ronde van vijandelijkheden in. Roses had te lijden onder een langdurige belegering die duurde van 28 november 1794 tot 3 februari 1795. De stad gaf zich over, maar in hetzelfde jaar werd vrede gesloten tussen Frankrijk en Spanje en kwam de stad weer in Spaanse handen.
In 1808 dwong Napoleon de Spaanse koning afstand te doen van de troon. Franse troepen trokken het land opnieuw binnen, en Roses werd voor de vierde en laatste keer in zijn geschiedenis belegerd en ingenomen. In 1814, toen de Fransen zich terugtrokken uit Spanje, bliezen zij de bastions van de vesting alsmede het Castell de la Trinitat op. De oude stad, de Ciutadella, was nu geheel verwoest, terwijl aan de oostzijde de moderne stad zich langzaam uitbreidde.
In 1879 leed Roses onder een zware economische crisis die werd veroorzaakt door de druifluis. De wijnindustrie van de stad werd hierdoor geheel vernietigd, en een deel van de bevolking trok naar Barcelona of emigreerde naar de Verenigde Staten.
In de 20e eeuw, vooral in de periode na de Tweede Wereldoorlog, heeft Roses enorm geprofiteerd van de groei van het toerisme.
In de laatste decennia zijn belangrijke opgravingen verricht binnen de muren van de Ciutadella. Daarbij zijn niet alleen overblijfselen uit de Griekse en Romeinse periode blootgelegd maar ook delen van de middeleeuwse stad en zijn muren. In de jaren 90 zijn de muren van de Ciutadella ingrijpend gerestaureerd, en in 2004 werd binnen de muren een museum geopend. Een enigszins controversiële restauratie van het Castell de la Trinitat werd in 2010 voltooid.

## Demografische ontwikkeling
Bron: INE; 1857-2011: volkstellingen

## Toerisme
- Wandelaars kunnen genieten van een aantal uitgewerkte routes, zoals kustwandelingen, de olijvenroutes of de megalieten route die langs talrijke dolmens en menhirs voert, zoals bv. de Dolmen de la Creu d'en Cobertella.
- Er lopen twee routes van de Grande Randonnée door dit gebied (met de wit-rode markeringen; GR-11 en GR-92). Het grootste deel van het schiereiland boven Roses is een beschermd natuurgebied: Parc Natural del Cap de Creus.
- Even buiten Roses bevond zich het befaamde restaurant El Bulli van chef-kok Ferran Adrià, dat als een van de beste restaurants ter wereld werd gezien. Op 31 juli 2011 was El Bulli voor het laatst open als restaurant.
- Roses heeft een grote jachthaven, en er zijn talrijke mogelijkheden voor watersport.

## Stedenbanden
- Rhodos (Griekenland)